# Die Haut der Zeit
Die Haut der Zeit ist ein Buch des simbabwischen Schriftstellers Dambudzo Marechera. Es erschien 1984 in Harare, 1989 wurde die deutsche Erstausgabe veröffentlicht. Das Buch gilt als Beispiel einer postkolonialen Literatur, die sich von einer realistischen Schreibweise abgewandt hat, unterschiedlichste Stile miteinander vermischt und mit Vorliebe gegen die Erwartungen der Realität verstößt.

## Aufbau
Das Buch beinhaltet ein Theaterstück, das denselben Titel wie das Buch trägt, zwei Kurzgeschichten, einen Abschnitt mit Gedichten sowie einen Auszug aus dem Tagebuch Marecheras. In seinem Tagebuch schildert der Autor, wie er – auf der Straße lebend – seine Texte auf dem Cecil Square (heute African Unity Square) oder auf den Parkbänken von Harare verfasst, ausgestattet mit einer Tüte Sauermilch oder einem Klumpen Sadza, unterbrochen von Alkoholexzessen in einer Bordellbar oder einem Shebeen.

## Gesellschaft im Übergang
1982 aus dem Exil in England zurückgekehrt verarbeitet Marechera in seinem Buch den Übergang vom kolonialen Rhodesien zum seit 1980 unabhängigen Simbabwe – „voll Verachtung für und unverhohlener Kritik an der neuen schwarzen Elite“; etwa, wenn er den Prozess der Transformation als „radioaktive(s) Bild afrikanischer Mutanten im Übergang“ bezeichnet. Für seine Kritik am Kolonialismus und den daran anschließenden Sozialismus auf Simbabwe Art entwickelt der Autor drastische Formulierungen und Bilder. Einmal wird eine nicht funktionierende, laute und stinkende Toilette, vor der die Leute, durch ihr Bedürfnis gezwungen, Schlange stehen, zum Symbol für das ganze Land. An anderer Stelle dekonstruiert der Autor „den nationalen Mythos vom sozialistischen Aufbau des Landes, der Wohlstand für alle versprach, und zeigt bildlich, wie die hehre Vision zur billigen Prostituierten verkommen ist.“

## Kritik am Autoritarismus
Die wesentliche Eigenschaft des Kolonialismus erblickt der Autor darin, dass dieser eine systematische Entfremdung der kolonisierten Menschen bewirkt habe, wodurch diese nachhaltig ihre Fähigkeit zur Selbstbestimmung verloren hätten. Das macht es den neuen, postkolonialen Eliten leicht, autoritäre Strukturen beizubehalten und mit sozialistischer Rhetorik lediglich zu verschleiern. Es sind die wohlgenährten „Shefs“, die mit ihrem Dreifachkinn auf die anderen mit der Bemerkung „Genosse, du bist das Rückgrat der Revolution“ herabschauen, so als wäre es das Lebensziel der Genossen, „so dünn und schmal wie das Rückgrat einer Stechmücke zu sein“. Die Wahrheit sieht jedoch anders aus: Die schnellen, teuren Importwagen der Shefs „hinterlassen in ihrem Kielwasser zerfetzte Arbeiter, verstörte Bauern und durchgedrehte Intellektuelle.“

## Unbürgerlicher Vollzeitschriftsteller
Zu Marecheras Selbstverständnis als Schriftsteller gehört, dass er es trotz seiner materiellen Not ablehnt, sich bei den Behörden arbeitslos zu melden. Zwar kann er seine Arbeitskraft nicht gegen Geld tauschen, jedoch geht er ja sehr wohl einer Tätigkeit nach – seine Arbeit ist die des Schriftstellers. Für sich nimmt er die Rolle „des unbürgerlichen Vollzeitschriftstellers“ in Anspruch – wohl wissend, dass dies vollkommen unzeitgemäß ist, da es für einen solchen Beruf noch keine derartige Tradition in Simbabwe gibt.

## Freiheit des Individuums, kompromissloses Schreiben
Seine Art des Schreibens sieht der Autor als „vollständiges und unbarmherziges Schreiben“, das auf der Unabhängigkeit des Individuums und der Freiheit des Schriftstellers bzw. des Künstlers besteht und das jede Art von Kompromiss gegenüber politischen Forderungen oder nationalen Traditionen ablehnt. „Gedichte, die das Volk erbauen“, zu schreiben oder eine „Poesie im Sinne der Produktion“ zu liefern ist für Marechera nicht von Belang. Worauf es ihm ankommt sind „kompromisslose Künstler, die sich weigerten, von Hammer und Amboss der Spießer geformt zu werden.“

## Zitate
„Du sagst, du bist hungrig, und der Shef schielt über sein Dreifachkinn auf dich hinunter und sagt: „Genosse, du bist das Rückgrat der Revolution“, als ob es dein Lebensziel wäre, so dünn und schmal wie das Rückgrat einer Stechmücke zu sein. Und du versuchst zu sagen: „Shef, ich will nicht das Rückgrat sein, ich will der dicke Bauch des Kampfes gegen Neokolonialismus sein, wie der, den du da unter dem Castrobart hast.“ Und bevor du auch nur ausgeredet hast, hat er schon Geheimdienst und Polizei geholt, und du wirst mit vorgehaltener Pistole zu den Vernehmungsbaracken geführt.“
„Der rätselhafte Tod meines Vaters, als ich elf war, lehrte mich – wie es sonst nichts getan hätte –, dass alles, Menschen eingeschlossen, unwirklich ist. Dass ich, wie Carlos Castanedas Don Juan, meine eigenen Beschreibungen der Wirklichkeit hineinweben musste in die vorhandene Phantasie, die wir Welt nennen. Ich beschreibe und lebe meine Beschreibungen. Das ist, nach afrikanischer Lehre, verwandt mit Hexerei.“
„Gerede über das Organisieren menschlicher Wesen erinnert mich an Gefängnis.“
Ich bin gegen alles

gegen Krieg und die gegen

den Krieg. Gegen was auch immer

den blinden Trieb des Individuums hemmt.

## Ausgaben
- Dambudzo Marechera, Mindblast or The Definitive Buddy, The College Press, Harare 1984
- Dambudzo Marechera, Die Haut der Zeit. Aus dem Englischen von Wolfgang Gehrmann. Mit einem Nachwort von Al Imfeld, Graphium press, Wuppertal 1989, ISBN 3-927283-00-2